# 大血管

心臟的前視圖，以及連接心臟的大血管

大血管（英語：great vessels）是指連接心臟和周邊血管系統的大动脉和大静脉合称，具体包含以下血管：
- 上腔靜脈
- 下腔靜脈
- 肺動脈
- 肺静脉
- 主動脈

大血管轉位是一種先天性心臟病，是指這些血管中任何一條出現在異常的位置。